# Adrahil II
Adrahil II es un personaje ficticio del legendarium creado por el escritor británico J. R. R. Tolkien. Es el vigésimo primer príncipe de Dol Amroth, descendiente en línea directa de Galador, el primer príncipe. Adrahil es un personaje que no interviene de manera directa en los hechos narrados en las obras principales del legendarium. Aparece, como contexto histórico, en los Apéndices de El Señor de los Anillos, y los pocos detalles adicionales de su historia escritos por Tolkien han sido publicados en Los pueblos de la Tierra Media.

## Etimología y significado del nombre
El nombre «Adrahil» parece ser de etimología adunaica, la lengua nativa de Númenor, de donde procede directamente la línea de sangre de Dol Amroth. El sufijo -hil significa muy probablemente «hombre», pero el significado del formante principal adra- no fue establecido por Tolkien en ninguno de sus escritos.

## Historia ficticia
Adrahil nació en 2917 T. E., hijo de Angelimir, el vigésimo príncipe, a quien sucedió tras su muerte en 2977. Tuvo tres hijos: Ivriniel (n. 2947); Finduilas (n. 2950), que sería la esposa de Denethor II de Gondor; e Imrahil (n. 2955), único hijo varón y heredero al trono, que luchó en la Guerra del Anillo.
Adrahil desempeñó su cargo hasta su muerte en 3010 T. E., momento en el que fue sucedido por Imrahil.